# Ya Xiêr
Ya Xiêr là một xã thuộc huyện Sa Thầy, tỉnh Kon Tum, Việt Nam.
Xã Ya Xiêr có diện tích 47,04 km², dân số năm 2019 là 5.535 người, mật độ dân số đạt 118 người/km².